# Obiettivi Canon EF 35mm
I Canon EF 35mm sono obiettivi prodotti da Canon Inc. che condividono la stessa lunghezza focale. Queste lenti hanno un attacco EF e sono quindi compatibili con tutte le macchine fotografiche reflex della serie EOS.
Le versioni esistenti sono:
- Canon EF 35mm f/1.4L II USM[1]
- Canon EF 35mm f/2 IS USM[2]

Le versioni precedenti erano;
- Canon EF 35mm f/1.4L USM[3]
- Canon EF 35mm f/2.0[4]

Nell'intervallo di lunghezze focali definite 'grandangolari', questi obiettivi si posizionano all'estremità superiore. Il valore di 35mm non è infatti molto distante da quello di 43mm, caratteristico di un obiettivo normale ideale. Tale focale comunque rende queste lenti dei grandangolari a tutti gli effetti, destinate prevalentemente all'uso nel ritratto di gruppo, nei panorami e più in generale nella fotografia non specialistica. L'indice di gradimento tra i principianti è per questo solitamente elevato. Grandangolari più spinti, con lunghezza focale inferiore, limiterebbero le possibilità di impiego rendendo la composizione più impegnativa.
Quando utilizzati su di una DSLR con sensore APS-C, l'angolo di campo di questi obiettivi diviene equivalente a 56mm, rendendoli più adatti ad ambiti diversi, tra cui il ritratto.

## EF 35mm f/1.4L USM
Il Canon EF 35mm f/1.4L USM è un obiettivo serie L di fascia professionale. Il barilotto e la baionetta sono realizzati in metallo, le estremità sono in materiale plastico. È presente un anello di messa a fuoco di ampie dimensioni rivestito in gomma ed una finestrella con le distanze riportate in metri e piedi e con indice dedicato per la fotografia all'infrarosso. Caratteristica di questa lente è la possibilità di sfruttare la ridotta profondità di campo permessa dall'ampia apertura massima. La costruzione ottica prevede 11 elementi, inclusa una lente asferica del tipo di migliore qualità perché realizzata mediante molatura. È impiegato un elemento posteriore flottante pilotato da un motore USM ad anello che permette all'obiettivo un'elevata velocità di messa a fuoco, durante il quale l'elemento frontale non ruota né si estende. Le prestazioni meccaniche ed ottiche sono reputate eccellenti e tale è la fama di questa lente all'interno della comunità di utilizzatori Canon.

## EF 35mm f/1.4L II USM
Il Canon EF 35mm f/1.4L USM II rappresenta un profondo cambiamento rispetto al modello EF 35mm f/1.4L USM, cambiamento che vede anche l'aumentare del peso di circa 180 grammi in più rispetto al precedente. La più importante novità di questo modello è l'inclusione di un elemento Blue Spectrum Refractive all'interno delle 14 lenti in 11 gruppi che compongono l'obiettivo. Questa tecnologia serve a limitare al massimo le aberrazioni cromatiche nella fascia del blu tipiche di questa tipologia di obiettivi. Fra le altre caratteristiche presenti troviamo guarnizioni antipolvere e antipioggia, rivestimenti al fluoro sulle lenti alle estremità. Questo obiettivo è dotato di un motore anulare a ultrasuoni estremamente rapido per l’autofocus con possibilità di messa a fuoco manuale full-time.

## EF 35mm f/2
Il Canon EF 35mm f/2 è un obiettivo di fascia economica introdotto nel 1990, agli albori del sistema EOS, con una buona reputazione in particolare per quanto riguarda le caratteristiche ottiche, fatto salvo il bokeh migliorabile. Il barilotto è realizzato in plastica e la baionetta in metallo. È presente la finestrella distanza in metri e piedi dotata di indice per la fotografia all'infrarosso. L'apertura massima di f/2.0 permette di lavorare con una ridotta profondità di campo, anche se non così ridotta come nel caso dell'EF 35 mm f/1.4L USM. Lo schema ottico prevede sette elementi, senza alcuna lente speciale. Il motore autofocus è abbastanza veloce ma piuttosto udibile. L'elemento frontale non ruota ma si estende durante la messa a fuoco.

## EF 35mm f/2 IS USM
Il Canon EF 35mm f/2 IS USM è un obiettivo di fascia media introdotto nel dicembre del 2012. Come il predecessore è dotato di barilotto in plastica e baionetta in metallo, ma in aggiunta incorpora uno stabilizzatore d'immagine ottico dell'ultima generazione. È dotato di diaframma a disegno circolare ad 8 lamelle in contrapposizione a quello ad 8 lamelle non circolare del f/1.4L e di quello a 5 lamelle non circolare del vecchio modello f/2. Lo schema ottico conta 10 elementi in 8 gruppi e include una lente asferica. L'autofocus è garantito da un classico motore USM ad anello asservito da una CPU ad alta velocità. È presente anche in questo caso la finestrella delle distanze con l'indice per la fotografia all'infrarosso. Il diametro filtri è 67 mm e l'elemento frontale non ruota né si estende durante la messa a fuoco.

## Specifiche
|                           |                           | f/1.4L USM    | f/1.4L II USM | f/2          | f/2 IS USM    |
| ------------------------- | ------------------------- | ------------- | ------------- | ------------ | ------------- |
| Immagine                  |                           |               |               |              |               |
| Stabilizzatore d'immagine | Stabilizzatore d'immagine | No            | No            | No           | Sì            |
| Motore ultrasonico        | Motore ultrasonico        | Sì            | Sì            | No           | Sì            |
| Serie L                   | Serie L                   | Sì            | Sì            | No           | No            |
| Ottiche diffrattive       | Ottiche diffrattive       | No            | No            | No           | No            |
| Macro                     | Macro                     | No            | No            | No           | No            |
| Apertura del diaframma    | Massima                   | 1,4           | 1,4           | 2            | 2             |
| Apertura del diaframma    | Minima                    | 22            | 22            | 22           | 22            |
| Peso                      | Peso                      | 580 g         | 760 g         | 210 g        | 335 g         |
| Diametro massimo          | Diametro massimo          | 79 mm         | 80,4 mm       | 67,4 mm      | 77,9 mm       |
| Lunghezza                 | Lunghezza                 | 86 mm         | 105,5 mm      | 42,5 mm      | 62,6 mm       |
| Diametro filtri           | Diametro filtri           | 72 mm         | 52 mm         | 67 mm        |               |
| Angolo di campo           | Orizzontale               | 54°           | 54°           | 54°          | 54°           |
| Angolo di campo           | Diagonale                 | 63°           | 63°           | 63°          | 63°           |
| Angolo di campo           | Verticale                 | 38°           | 38°           | 38°          | 38°           |
| Gruppi / Elementi         | Gruppi / Elementi         | 9/11          | 11/14         | 5/7          | 8/10          |
| Nº lamelle diaframma      | Nº lamelle diaframma      | 8             | 9             | 5            | 8 circolari   |
| M.O.D.                    | M.O.D.                    | 0,3 m         | 0,28 m        | 0,25 m       | 0,24 m        |
| Data d'introduzione       | Data d'introduzione       | dicembre 1998 | ottobre 2015  | ottobre 1990 | dicembre 2012 |